# Secrets in the Mirror
Secrets in the Mirror je debitantski studijski album brazilskog progresivnog metal sastava Andragonia. Objavljen je sredinom 2010. godine, a objavio ga je sam sastav na svojoj web stranici.

## Popis pjesama
| 1.    | »Life Inside«           | 4:12  |
| 2.    | »Undead«                | 4:40  |
| 3.    | »Draining My Heart«     | 5:45  |
| 4.    | »Shadowmaker«           | 4:46  |
| 5.    | »The Choice«            | 5:45  |
| 6.    | »In Company of Silence« | 4:26  |
| 7.    | »Secrets in the Mirror« | 6:13  |
| 8.    | »Silent Screams«        | 5:04  |
| 9.    | »Pull the Trigger«      | 3:53  |
| 10.   | »Prison Without Walls«  | 10:31 |
| 55:15 |                         |       |

## Zasluge
Andragonia
- Yuri Boyadjian — bas-gitara
- Daniel de Sá — bubnjevi
- Cauê Leitão — gitara
- Thiago Larenttes — gitara
- Ricardo DeStefano — vokali

Ostalo osoblje
- Rog Oldim — omot albuma

## Zanimljivosti
Posljednja pjesma "Prison Without Walls" zapravo traje 7 minuta i 11 sekundi; nakon završetka 30 sekundi tišine počinje skrivena pjesma "Triple Control of the Soul" koja je preuzeta sa samostalnog albuma pjevača Thiaga Larenttesa, "Heartbeat".